# Disolfuro

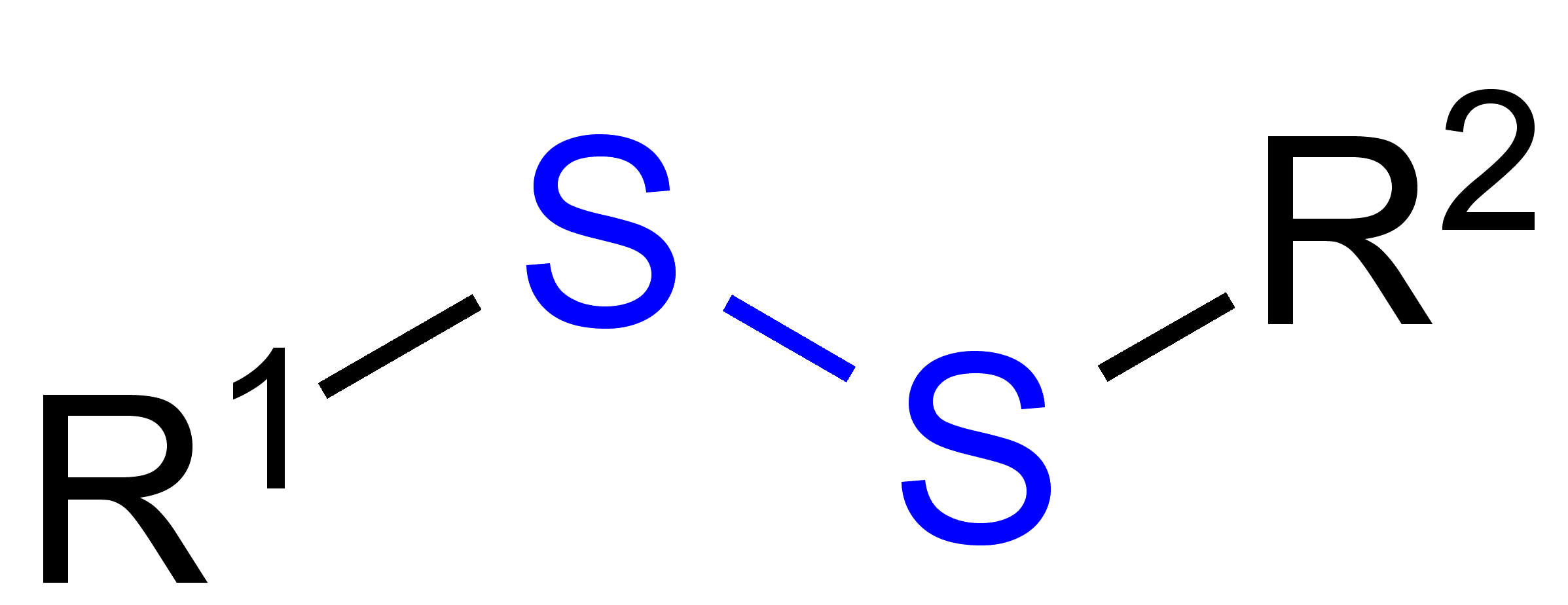
Struttura generale dei disolfuri con in blu il gruppo funzionale ponte S-S.

In chimica si definisce disolfuro una unità strutturale composta da una coppia di atomi di zolfo legati da un legame covalente. L'anione disolfuro presenta formula S22−. Il termine disolfuro può anche riferirsi ad un composto chimico che contiene un centro disolfuro, come il disolfuro di difenile (C6H5S-SC6H5).
In molti casi, entrambi gli atomi di zolfo di un disolfuro sono legati covalentemente ad un atomo di carbonio di un composto organico. Per tale motivo si parla, per tale composto, di legame disolfuro o, termine usato principalmente per i composti proteici, di ponte disolfuro.

## Formazione di un gruppo disolfuro
Sebbene lo zolfo sia solitamente associato a numero di ossidazione -2 (con una configurazione simile a quella dell'argon), nei disolfuri esso è ridotto ad uno stato di ossidazione −1 e la sua configurazione assomiglia a quella del cloro e, come esso, tende a formare un legame covalente con un altro ione S−, formando così un gruppo disolfuro (S2)2−. Anche l'ossigeno è in grado di comportarsi in maniera analoga, come avviene ad esempio nei perossidi come H2O2.

## Alcuni esempi
- Il comune minerale pirite, avente formula FeS2;
- S2Cl2, un liquido distillabile;
- L'amminoacido cistina e i ponti disolfuro proteici;
- Il cofattore acido lipoico.

## Problemi di nomenclatura
Il termine disolfuro è a volte utilizzato in riferimento ai composti che contengono due centri solfuro (S2−). Il composto disolfuro di carbonio, CS2, presenta ad esempio formula di struttura S=C=S e non è, dunque, un disolfuro nel senso finora trattato. Allo stesso modo, il disolfuro di molibdeno, MoS2, non è un disolfuro inteso nel senso di presentare un centro S-S.